# 藤原産子
藤原 産子（ふじわら の うぶこ / ただこ / さんし / なりこ、天平宝字5年（761年） - 天長6年5月22日（829年6月26日））は、奈良時代後期から平安時代初期にかけての光仁天皇、あるいは嵯峨天皇の夫人。姓は朝臣。官位は従二位。

## 生涯
父親は不明だが、藤原百川という説がある。更に母親は藤原諸姉で、藤原旅子の同母妹とする説もある。薨伝には「弘仁之比、入掖庭」（弘仁年間・嵯峨天皇代に後宮に入った）とあり、『一代要記』にも「嵯峨天皇夫人」とあるが、行年の69歳と照らし合わせて考えあわせると光仁天皇の後宮とするのが正しく、誤伝ではないか、とされている。宝亀7年（776年）に無位から従五位上に叙される。翌年の宝亀8年（777年）には従四位下。
桓武朝では、延暦2年（783年）には正四位下から正四位上に昇叙し、延暦14年（795年）には得度枠11人分を、延暦24年（805年）には得度枠2人分をそれぞれ賜った。
嵯峨朝の弘仁2年（811年）正月に従三位。弘仁4年（813年）には山城国愛宕郡の林寺に居住することになり、嵯峨天皇が寺周囲の樹木の伐採、牛馬の放し飼い、穢物の放棄を行ってはならないと詔している。この後従二位に昇進し、淳和天皇の時代となった天長6年（829年）死去。
天皇の妃であったとしても皇子女を生んだ記録がない彼女が叙位を受け続けた理由として、藤原旅子の没後に彼女が産んだ大伴親王（淳和天皇）を実妹の産子が養育したのではないかとする推測がある。

## 官歴
『六国史』による
- 時期不詳：無位
- 時期不詳：光仁天皇夫人（？）
- 宝亀7年（776年）正月7日：従五位上
- 宝亀8年（777年）正月10日：従四位下
- 時期不詳：正四位下
- 延暦2年（783年）2月5日：正四位上
- 弘仁2年（811年）正月23日：従三位
- 弘仁4年（813年）4月1日：見従二位
- 天長6年（829年）5月22日：卒去